# Sarcolestes
Sarcolestes (лат.) — вымерший род птицетазовых динозавров из группы анкилозавров, обнаруженных в отложениях среднего юрского периода (келловей) в Великобритании. В настоящее время типовым и единственным видом является S. leedsi, а голотипом — частичная левая нижняя челюсть. Род и вид были названы в 1893 году Ричардом Лидеккером, считавшим, что остатки принадлежали тероподу.

## Открытие
Sarcolestes был описан в 1893 году Ричардом Лидеккером, а его типовым видом стал S. leedsi. Видовое название было дано в честь Альфреда Николсона Лидса, обнаружившего этот экземпляр. Голотип и единственный известный экземпляр — частичная левая нижняя челюсть и остеодерма, повреждённые во время раскопок. В челюсти сохранился один целый зуб и две верхушки коронок в альвеолах. В ней отсутствует predentary, хотя весь нижнечелюстной симфиз сохранился и является цельным.

## Классификация
Изначально Лидеккер считал, что Sarcolestes относится к тероподам. Он ссылался на отсутствие предзубного отростка как на признак, исключающий этот таксон из орнитопод, а также на морфологию зубов как на признак, исключающий его из завропод. Внутри теропод он отличался от одной из основных групп теропод, включающей целюра, Calamosaurus и компсогната, а также мегалозаврид, включая мегалозавра. Таким образом, Лидеккер отнёс его к Thecodontosauridae, группе тероподов (ныне отнесены к завроподоморфам), в которую входит Thecodontosaurus. Лидеккер отметил, что Sarcolestes по морфологии зубов похож на Priodontognathus, и что вместе они могут быть отнесены к сцелидозавридам или представлять отдельную группу в составе теропод.
В 1901 году Франц Нопкса обнаружил, что Sarcolestes на самом деле был растительноядным животным, и отнёс его к стегозаврам вместе с такими родами, как полакантус, стегозавр, гилеозавр, стенопеликс и другими. Galton пришёл к выводу, что Sarcolestes представляет собой род в составе нодозаврид с зубной системой, похожей на завропельту. Однако другие авторы ставят под сомнение это назначение и даже валидность Sarcolestes. Sarcolestes— один из немногих анкилозавров, известных из отложений среднеюрского периода; Spicomellus может быть немного старше, так как был найден в бат–келловейских отложениях формации Эль-Мерс III в Марокко.